# Midnight Oil
Midnight Oil es una banda de rock alternativo australiana reconocida por su característico sonido hard-rock, intensas presentaciones en vivo y su abierto activismo político.
"Burning the midnight oil" significa trabajar tarde en la noche, aludiendo a una lámpara de aceite. "Smells of the midnight oil" caracteriza poesía o prosa cargada con elaboradas alusiones literarias y vocabulario metafórico. 

## Historia
The Oils, como los conocen sus seguidores, comenzaron como una banda de rock progresivo llamada Farm a comienzos de los 70s, luego bajo el nombre de Midnight Oil se convirtieron en un agresivo grupo de hard-rock asociado con la comunidad surfista cercana a Sídney. Una de las primeras bases de sus seguidores estaba sobre las playas al norte de Sídney, en el pub The Royal Antler en Narrabeen.

## Disolución y reunificación
Garrett decidió dejar la banda el 2 de diciembre de 2002 para dedicarse a su carrera política. Fue elegido como Smith de Kingsford durante las elecciones federales del 2004 representando al Partido Laborista Australiano. El 29 de noviembre de 2007, el nuevo primer ministro Kevin Rudd (Partido Laborista Australiano) nombró a Garret ministro de Ambiente, Cultura y Artes. Los otros miembros de la banda resolvieron continuar trabajando juntos, pero ya no como Midnight Oil, finalizando el ciclo de la banda. 
Los integrantes de la banda, incluyendo a Garrett, se reunieron para participar en el concierto WaveAid el 29 de enero de 2005 con el fin de colectar fondos para las víctimas del Tsunami del 26 de diciembre de 2004 que asoló los países de la cuenca del Océano Índico nor-oriental. El concierto, tuvo lugar en el estadio de Cricket de Sídney, también contó con la participación de Powderfinger, Silverchair, Nick Cave, el trío de John Butler, the Finn Brothers y otros. 
Mediante un comunicado en su sitio oficial con fecha del 4 de mayo de 2016 la agrupación anunció gira por Australia y otros países.

## Integrantes
- Rob Hirst - Percusión, voz
- Jim Moginie - Guitarra, Teclados
- Peter Garrett - Voz, armónica
- Martin Rotsey - Guitarra
- Andrew 'Bear' James (1975 - 1979) - Bajo
- Peter Gifford (1979 - 1989) - Bajo, Voz
- Bones Hillman (1989 -2020) - Bajo, Voz
- Gary Morris - (1976 - 2013) - Representante

## Discografía
- Midnight Oil (1978)
- Head Injuries (1979)
- Bird Noises (EP) (1980)
- Place without a Postcard (1981)
- 10, 9, 8, 7, 6, 5, 4, 3, 2, 1 (1982)
- Red Sails in the Sunset (1984)
- Species Deceases (EP) (1985)
- Diesel and Dust (1987)
- Blue Sky Mining (1990)
- Scream in Blue (en vivo, 1992)
- Earth and Sun and Moon (1993)
- Breathe (1996)
- 20,000 Watt R.S.L. (1997, también en VHS y Video-DVD)
- Redneck Wonderland (1998)
- The Real Thing (2000)
- Capricornia (2002)
- Best Of Both Worlds (2004, también en DVD)
- Flat Chat (2006)
- Essential Oils (2012)
- The Makarrata Project (2020) (miniálbum temático con colaboraciones de artistas indígenas)
- Resist (2022)

## Videos
- Dreamworld (1988)
- Beds Are Burning (1988)
- The Dead Heart (1988)
- Blue Sky Mine (1990)
- Forgotten Years (1990)
- King Of The Mountain (1990)
- Truganini (1993)

## Sencillos
| Año  | Tema                   | Posición   | Posición       | Posición           | Posición     | Álbum           |
| Año  | Tema                   | US Hot 100 | US Modern Rock | US Mainstream Rock | Gran Bretaña | Álbum           |
| 1988 | "Dream World"          | -          | #16            | -                  | -            | Diesel and Dust |
| 1988 | "Beds are Burning"     | #17        | -              | #6                 | -            | Diesel and Dust |
| 1990 | "Blue Sky Mine"        | -          | #1 (1 semana)  | -                  | -            | Blue Sky Mining |
| 1990 | "Forgotten Years"      | -          | #1 (1 semana)  | -                  | -            | Blue Sky Mining |
| 1990 | "King of the Mountain" | -          | #3             | -                  | -            | Blue Sky Mining |